# Thomas Glasson Lance
Thomas Galsson Lance (né le 14 juin 1891 à Paddington au Royaume-Uni et mort le 29 février 1976 à Brighton en Angleterre) est un coureur cycliste britannique. Il a été champion olympique de tandem aux Jeux olympiques d'Anvers de 1920.

## Palmarès
- 1920
  -  Médaillé d'or en tandem aux Jeux olympiques (avec Harry Edgar Ryan)